# Посад (Лодєйнопольський район)
Посад (рос. Посад) — присілок у Лодєйнопольському районі Ленінградської області Російської Федерації.
Населення становить 9 осіб. Належить до муніципального утворення Доможировське сільське поселення.

## Історія
Згідно із законом від 20 вересня 2004 року № 63-оз належить до муніципального утворення Доможировське сільське поселення.

## Населення
| 1879 | 1885 | 1905 | 1927 | 1958 | 1997 | 2007 |
| ---- | ---- | ---- | ---- | ---- | ---- | ---- |
| 174  | ↘172 | ↗175 | ↘146 | ↘44  | ↘16  | ↘13  |
| 2010 | 2014 |      |      |      |      |      |
| ↘6   | ↗9   |      |      |      |      |      |